# Glumă nouă cu fier vechi
Glumă nouă cu fier vechi este un film românesc din anul 1964 regizat de Bob Călinescu.